# Hadar Eljon

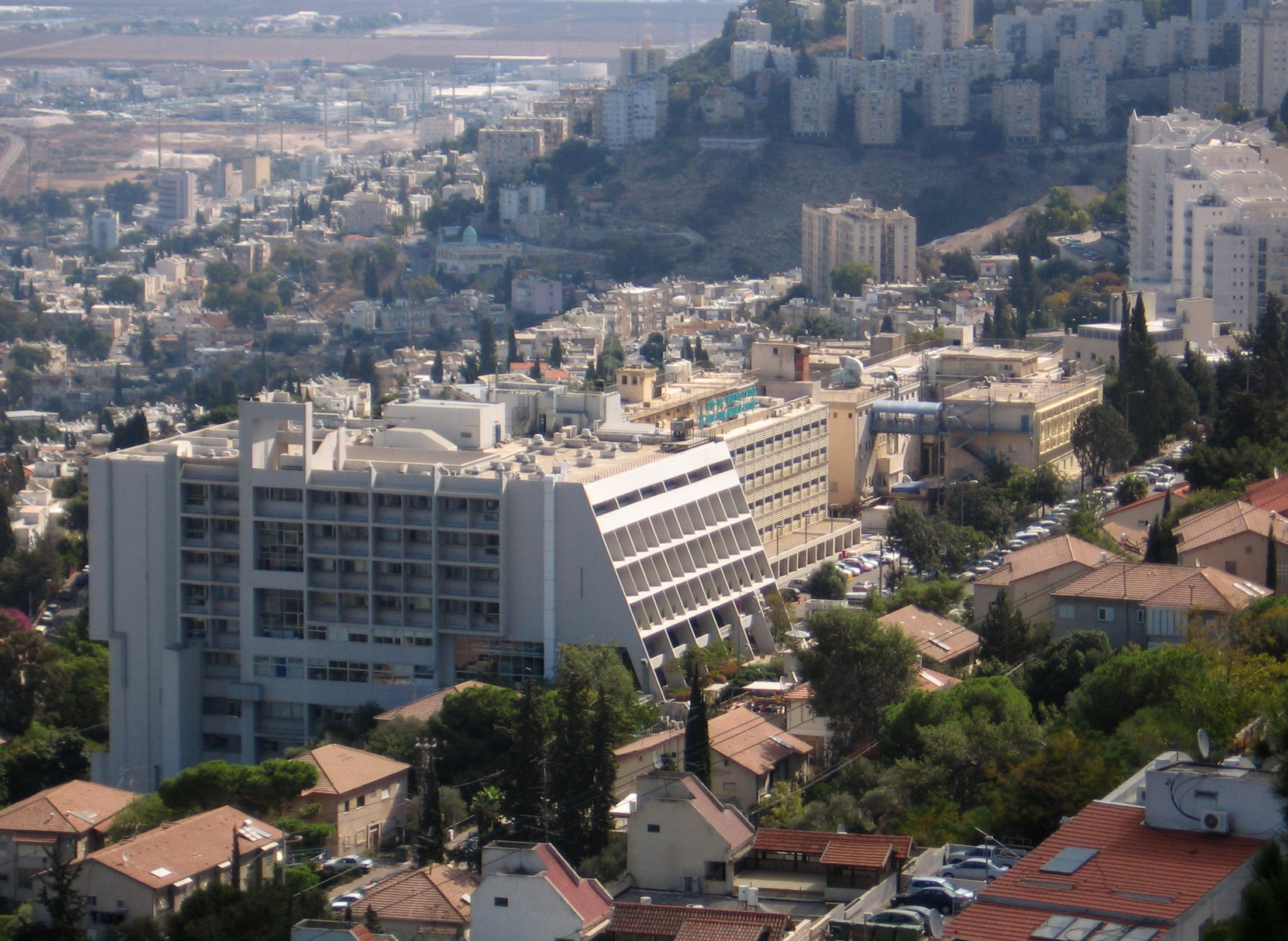
Nemocnice Bnej Cijon a zástavba čtvrti Hadar Eljon

Hadar Eljon (hebrejsky הדר עליון‎, doslova Horní Hadar) je čtvrť v centrální části Haify v Izraeli. Nachází se v administrativní oblasti Hadar, na okraji pohoří Karmel.

## Geografie
Leží v nadmořské výšce cca 150 metrů, cca 1,5 kilometru jihovýchodně od centra dolního města. Na severu s ní sousedí čtvrť Hadar ha-Karmel, na východě Ge'ula, na jihu Karmel Merkazi, na severozápadě Abbás s komplexem Světového centra Bahá’í. Zaujímá polohu na severních svazích pohoří Karmel. Hlavní dopravní osou jsou ulice Arlozorov a Sderot Elijahu Golomb. Populace je židovská, s arabskou menšinou.

## Dějiny
Výstavba tu probíhala od 1. poloviny 20. století. Šlo o součást rozvoje širší oblasti Hadar, kterou urbanista a architekt Richard Kaufmann navrhl jako zahradní předměstí, jež má řadu samostatných urbanistických souborů. Čtvrť se rozkládá na ploše 0,70 kilometru čtverečního. V roce 2008 zde žilo 10 260 lidí, z toho 8 070 Židů, 200 muslimů a 160 arabských křesťanů. Nachází se tu Nemocnice Bnej Cijon.